# Montesquieu-Avantès
Montesquieu-Avantès è un comune francese di 246 abitanti situato nel dipartimento dell'Ariège nella regione dell'Occitania.

## Società

### Evoluzione demografica
Abitanti censiti